# Dankalk
Dankalk K/S er en dansk producent af kalk og kalkprodukter med hovedkvarter ved Aggersund. De har kalkværker ved Aggersund og Mjels. Dankalk er siden 2008 ejet i partnerskab mellem DLG (56 %) og Omya (44 %). I 2022 var omsætningen på ca. 200 mio. danske kroner. Kalkprodukterne fremstilles bl.a. til kommuner, landbrug og haveejere.